# Ali Hussein al-Zaki
Ali Hussein al-Zaki (* 11. Mai 1985) ist ein ehemaliger saudischer Hürdenläufer, der sich auf die 110-Meter-Distanz spezialisiert hat.

## Sportliche Laufbahn
Erste internationale Erfahrungen sammelte Ali Hussein al-Zaki im Jahr 2001, als er bei den Jugendweltmeisterschaften in Debrecen im 400-Meter-Hürdenlauf bis in das Halbfinale gelangte und dort disqualifiziert wurde. 2005 schied er bei den Islamic Solidarity Games in Mekka mit 48,28 s im 400-Meter-Lauf in der ersten Runde aus. 2007 belegte er bei den Arabischen Meisterschaften in Amman in 14,20 s den vierten Platz über 110 m Hürden und anschließend erreichte er bei den Asienmeisterschaften ebendort in 13,88 s Rang sechs. Bei den Militärweltspielen in Hyderabad schied er mit 14,27 s im Vorlauf aus und bei den Panarabischen Spielen in Kairo gewann er in 14,60 s die Silbermedaille hinter dem Algerier Othmane Hadj Lazib und im 400-Meter-Hürdenlauf gewann er in 51,66 s die Bronzemedaille hinter dem Algerier Abderahmane Hamadi und seinem Landsmann Idriss al-Housaoui. 2011 wurde er bei den Asienmeisterschaften in Kōbe im Finale disqualifiziert und anschließend belegte er bei den Militärweltspielen in Rio de Janeiro in 13,98 s den fünften Platz. Bei den Arabischen Meisterschaften in al-Ain erreichte er im Finale nicht das Ziel und bei den Panarabischen Spielen in Doha wurde er in 13,94 s Fünfter. Auch bei den Arabischen Meisterschaften 2013 in Doha erreichte er nicht das Ziel und 2015 erreichte er bei den Arabischen Meisterschaften in Manama in 13,74 s Rang vier. Anschließend schied er bei den Asienmeisterschaften in Wuhan mit 14,10 s im Vorlauf aus und belegte mit der saudischen 4-mal-100-Meter-Staffel in 40,41 s den achten Platz. Ende Oktober beendete er in al-Qatif seine sportliche Karriere im Alter von 30 Jahren. 
In den Jahren 2011 und 2012 wurde al-Zaki saudischer Meister im 110-Meter-Hürdenlauf.

## Persönliche Bestzeiten
- 400 Meter: 48,28 s, 12. April 2005 in Mekka
- 110 m Hürden: 13,78 s (+1,5 m/s), 20. Juli 2011 in Rio de Janeiro
- 400 m Hürden: 51,66 s, 23. November 2007 in Kairo